# Coal Chamber
A Coal Chamber egy népszerű amerikai nu metal együttes volt. 1993-ban alakultak Los Angelesben. Fennállásuk alatt négy nagylemezt jelentettek meg. Magyarországra is eljutottak egyszer, 1998-ban, a Black Sabbath egyik előzenekaraként. 2016-ban feloszlottak. Nevük "szeneskamrát" jelent, elődjük az 1992-ben alapított "She's in Pain" volt, amelyet egy évvel később Coal Chamberre változtattak. Dez Fafara 2002-ben új együttest alapított, DevilDriver néven, amely az "anyazenekarral" ellentétben egészen a mai napig aktív. Lemezkiadóik: Napalm Records, Roadrunner Records, Woah Dad!. Zeneileg főleg a nu metal műfajba sorolhatóak, de az alternatív metal, gótikus metal műfajba is tartoznak. Lemezeiken továbbá egyéb zenei elemek is hallhatóak.

## Tagok
- Dez Fafara – ének (1993–2003, 2011–2016)
- Miguel Rascón – gitár, billentyű, háttérének (1993–2003, 2011–2016)
- Mike Cox – dobok (1994–2002, 2011–2016)
- Nadja Peulen – basszusgitár (1999–2000, 2002–2003, 2013–2016)

## Korábbi tagok
- Rayna Foss – basszusgitár (1993–1999, 2001–2002)
- Chela Rhea Harper – basszusgitár (2011–2013)
- John Tor – dobok (1993–1994)

## Diszkográfia

### Stúdióalbumok
- Coal Chamber (1997)
- Chamber Music (1999)
- Dark Days (2002)
- Rivals (2015)

### Válogatáslemezek
- Giving the Devil His Due (2003)
- The Best of Coal Chamber (2004)
- The Complete Roadrunner Collection (1997–2003)